# Frederik Hendrik van de Palts

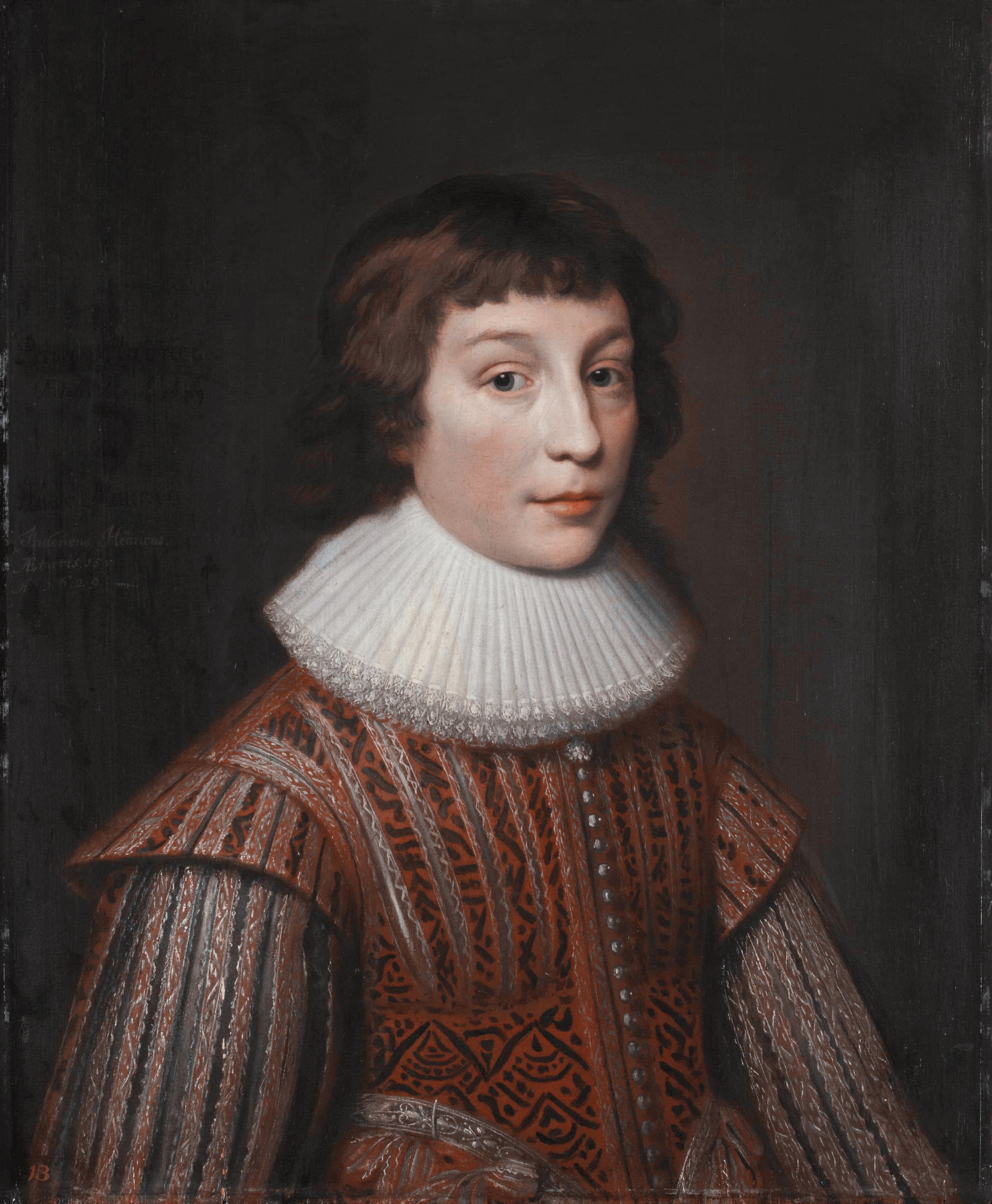
Portret van Frederik Hendrik op 15-jarige leeftijd (1629), uit de cirkel van Michiel van Mierevelt

Frederik Hendrik van de Palts (Heidelberg, 1 januari 1614 — het IJ, 7 januari 1629) was de oudste zoon van Frederik V van de Palts, de Winterkoning en Elizabeth Stuart.
Tijdens de ballingschap van de koning van Bohemen en zijn gezin in de Republiek der Zeven Verenigde Nederlanden waren op 17 januari 1629 vader en zoon op weg van Den Haag naar Amsterdam om daar de schatten van de Zilvervloot met eigen ogen te gaan zien. Frederik Hendrik verdronk op de boottocht van Haarlem naar Amsterdam op het IJ. Zijn vader bracht het er nauwelijks levend van af. Zij kwamen terecht in een hevige storm. Het schip verging en er verdronken vier opvarenden. De scheepsramp vond plaats op de 'Hollesloot' ten zuiden van Zaandam.
De dichter Jacobus Revius dichtte:

Coninx-clachte op de doot vande Prince van Bohemen.

 Ghy waert mijn hogen roem en cieraet binnen Prage,

 Ghy waert mijn soeten troost en wellust inden Hage,

 Ghy waert, ô diere spruyt, de erfgenaem, van wien

 Ick Coningen met croon en scepter dacht te sien.

 Nu heeft het wrede meyr versmoret alle beyde

 En t' gene dat ick had, en 'tgeen dat ick verbeydde.

## Voorouders
| Voorouders van Frederik Hendrik van de Palts | Voorouders van Frederik Hendrik van de Palts                                      | Voorouders van Frederik Hendrik van de Palts                                      | Voorouders van Frederik Hendrik van de Palts                                      | Voorouders van Frederik Hendrik van de Palts                                      | Voorouders van Frederik Hendrik van de Palts                              | Voorouders van Frederik Hendrik van de Palts                              | Voorouders van Frederik Hendrik van de Palts                                       | Voorouders van Frederik Hendrik van de Palts                                       |
| -------------------------------------------- | --------------------------------------------------------------------------------- | --------------------------------------------------------------------------------- | --------------------------------------------------------------------------------- | --------------------------------------------------------------------------------- | ------------------------------------------------------------------------- | ------------------------------------------------------------------------- | ---------------------------------------------------------------------------------- | ---------------------------------------------------------------------------------- |
| Overgrootouders                              | Lodewijk VI van de Palts (1539-1583) ∞ 1561 Elisabeth van Hessen (1539-1582)      | Lodewijk VI van de Palts (1539-1583) ∞ 1561 Elisabeth van Hessen (1539-1582)      | Willem van Oranje (1533-1584) ∞ 1598 Charlotte van Bourbon (1547-1582)            | Willem van Oranje (1533-1584) ∞ 1598 Charlotte van Bourbon (1547-1582)            | Maria I van Schotland (1542-1587) ∞ Henry Stuart Darnley (1545-1567)      | Maria I van Schotland (1542-1587) ∞ Henry Stuart Darnley (1545-1567)      | Frederik II van Denemarken(1534-1588) ∞ Sophia van Mecklenburg-Güstrow (1557-1631) | Frederik II van Denemarken(1534-1588) ∞ Sophia van Mecklenburg-Güstrow (1557-1631) |
| Grootouders                                  | Frederik IV van de Palts (1574-1610) ∞ 1593 Louise Juliana van Nassau (1576-1644) | Frederik IV van de Palts (1574-1610) ∞ 1593 Louise Juliana van Nassau (1576-1644) | Frederik IV van de Palts (1574-1610) ∞ 1593 Louise Juliana van Nassau (1576-1644) | Frederik IV van de Palts (1574-1610) ∞ 1593 Louise Juliana van Nassau (1576-1644) | Jacobus I van Engeland (1566-1625) ∞ 1589 Anna van Denemarken (1574-1619) | Jacobus I van Engeland (1566-1625) ∞ 1589 Anna van Denemarken (1574-1619) | Jacobus I van Engeland (1566-1625) ∞ 1589 Anna van Denemarken (1574-1619)          | Jacobus I van Engeland (1566-1625) ∞ 1589 Anna van Denemarken (1574-1619)          |
| Ouders                                       | Frederik V van de Palts (1596-1632) ∞ 1613 Elizabeth Stuart (1596-1662)           | Frederik V van de Palts (1596-1632) ∞ 1613 Elizabeth Stuart (1596-1662)           | Frederik V van de Palts (1596-1632) ∞ 1613 Elizabeth Stuart (1596-1662)           | Frederik V van de Palts (1596-1632) ∞ 1613 Elizabeth Stuart (1596-1662)           | Frederik V van de Palts (1596-1632) ∞ 1613 Elizabeth Stuart (1596-1662)   | Frederik V van de Palts (1596-1632) ∞ 1613 Elizabeth Stuart (1596-1662)   | Frederik V van de Palts (1596-1632) ∞ 1613 Elizabeth Stuart (1596-1662)            | Frederik V van de Palts (1596-1632) ∞ 1613 Elizabeth Stuart (1596-1662)            |
| Frederik Hendrik van de Palts (1614-1629)    |                                                                                   |                                                                                   |                                                                                   |                                                                                   |                                                                           |                                                                           |                                                                                    |                                                                                    |